# أنجاري (كتاب)
أنجاري (ترجمت بشكل بديل باسم "الجمر" أو "الفحم المشتعل") هي مجموعة من تسع قصص قصيرة ومسرحية من فصل واحد باللغة الأردية بقلم سجاد ظهير [الإنجليزية] ورشيد جهان ومحمود ظفر وأحمد علي نُشرت لأول مرة في عام 1932 ويُعتبر عمومًا أنها مثلت بداية حركة الكتاب التقدميين في الأدب الهندي. وقد أثار إصدار الكتاب احتجاجات، ثم حظرته حكومة المُقاطعات المتحدة [الإنجليزية] بعد بضعة أشهر من نشره.

## المحتوى
يتكون المجلد من تسع قصص قصيرة ومسرحية من فصل واحد.
- غارميون كيرات (ليلة صيفية) - سجاد ظهير
- دولاري – سجاد ظهير
- جنات كي بشارات (الجنة مضمونة!) - سجاد ظهير
- نيند ناهين آتي (الأرق) سجاد ظهير
- فير يه هونغاما (نفس الضجة، مرة أخرى) - سجاد ظهير
- ديلي كي سير (رحلة إلى دلهي) – رشيد جهان
- جوانماردي (الذكورة) – محمود الظفر [note 1]
- بدل ناهين عتى (الغيوم لا تأتى) - أحمد على
- محوتون رات (ليلة مطر الشتاء) – أحمد علي[note 2]
- باراكي بيك (وراء الحجاب: مسرحية من فصل واحد) – رشيد جهان

## المواضيع
تلقى سجاد ظهير، ورشيد جهان، وعلي أحمد، ومحمود الظفر تعليمهم في أكسفورد، وكانوا متأثرين بشكل كبير بكتابات جيمس جويس، وفيرجينيا وولف، ودانييل لورنس، وفي بعض الحالات من الكتابات الماركسية. ولم يقتصر انتقادهم على العناصر المحافظة داخل المجتمع الإسلامي فحسب، بل انتقدوا أيضًا التأثيرات التآكلية للحكم الإمبراطوري البريطاني في الهند. وتروي قصص زهير أن الاستعباد مرتبط بممارسات اجتماعية ودينية قائمة على الجهل. احتجوا على المؤسسات الاجتماعية والدينية والسياسية السائدة والتفاوت الاقتصادي في المجتمع. كما تناولت قصص زهير الرغبة الجنسية والقمع الجنسي وأبرزت الطرق التي تؤدي بها القيود الدينية والاجتماعية إلى إلحاق الضرر بالنفسية البشرية دون داعٍ. تناولت قصص رشيد جهان عوالم المرأة المسلمة الظالمة والمعتقدات الدينية والاجتماعية البالية في مجتمعاتها. تطرقت قصص علي في المقام الأول إلى حالة المرأة مثل الفقر، والعنف المنزلي، والرغبة الجنسية، والشوق الذي تعاني منه الأرامل.

## الترجمة
لقد تُرجم الكتاب إلى اللغة الإنجليزية مرتين. الترجمة الأولى، "أنجاري" (Angarey) التي طبعتها دار نشر روبا [الإنجليزية]، من تأليف فيبا إس. تشوهان وخالد ألفي. الكتاب الثاني بعنوان "أنجاراي" (Angaaray) ترجمه سنيهال شينجافي، وهو أكاديمي في جامعة تكساس، وطبعته دار بينجوين. أُصدر كلا الكتابين في عام 2014.

### ملحوظات
1. ↑  أُلف كتاب جوانماردي في الأصل على يد محمود ظفر باللغة الإنجليزية وترجمه سجاد ظهير إلى الأردية في هذا الكتاب.
2. ↑  نٌشرَت هذه القصة لأول مرة في المجلة الأدبية همايون في كانون الثاني 1932 م.

### الاستشهادات
1. ↑  Ravi, S. (23 May 2014). "Blaze of two translations". The Hindu (بالإنجليزية الهندية). ISSN:0971-751X. Archived from the original on 2024-12-10. Retrieved 2020-12-26.
2. ↑  Pioneer, The. "A cut above the rest". The Pioneer (بالإنجليزية). Archived from the original on 2024-12-10. Retrieved 2020-12-26.
3. ↑  "The literary forest fire that censors failed to extinguish". www.sunday-guardian.com. مؤرشف من الأصل في 2014-07-05. اطلع عليه بتاريخ 2020-12-26.
4. ↑  Pioneer, The. "A cut above the rest". The Pioneer (بالإنجليزية). Archived from the original on 2024-12-10. Retrieved 2020-12-26.Pioneer, The. "A cut above the rest". The Pioneer. Retrieved 26 December 2020.
5. 1 2  Mahmud، Shabana (مايو 1996). "Angāre and the Founding of the Progressive Writers' Association". Modern Asian Studies. 30. No. 2 ع. 2: 447–467. DOI:10.1017/S0026749X0001653X. JSTOR:313015. S2CID:145341513. مؤرشف من الأصل في 2022-03-27.
6. 1 2  "Banned Urdu short-story collection now in English". The Economic Times. اطلع عليه بتاريخ 2020-12-26.
7. ↑  "Syed Sajjad Zaheer – Sangat Book Review" (بالإنجليزية الأمريكية). Archived from the original on 2018-08-08. Retrieved 2020-12-26.{{استشهاد ويب}}:  صيانة الاستشهاد: مسار غير صالح (link)
8. ↑  Ravi, S. (23 May 2014). "Blaze of two translations". The Hindu (بالإنجليزية الهندية). ISSN:0971-751X. Archived from the original on 2024-12-10. Retrieved 2020-12-26.Ravi, S. (23 May 2014). "Blaze of two translations". The Hindu. ISSN 0971-751X. Retrieved 26 December 2020.